# Benghazi (district)
Pour les articles homonymes, voir Benghazi (homonymie).
Benghazi (en arabe : بنغازي) est une des 22 chabiyat de Libye. 
Sa capitale est Benghazi.